# Nephotettix cincticeps
Nephotettix cincticeps är en insektsart som beskrevs av Philip Reese Uhler 1896. Nephotettix cincticeps ingår i släktet Nephotettix och familjen dvärgstritar. Inga underarter finns listade i Catalogue of Life.

## Bildgalleri

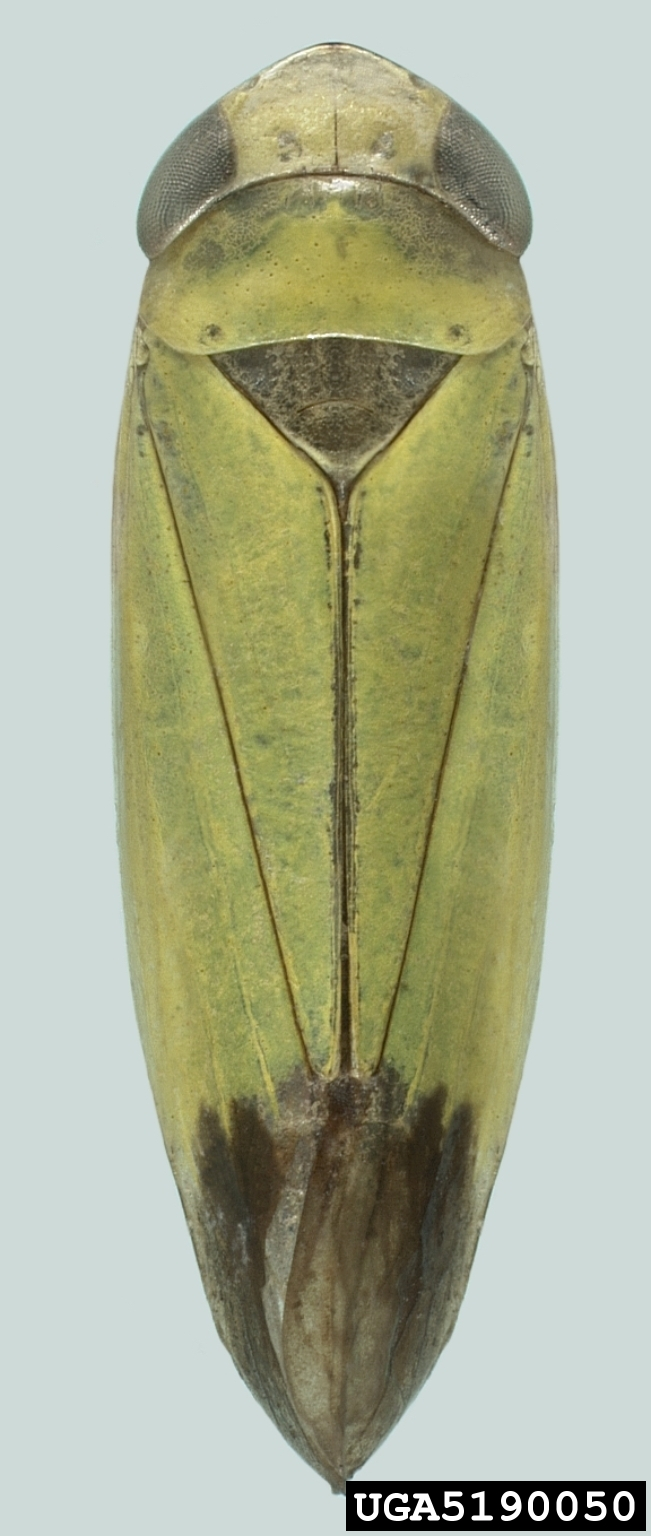